# Kazumasa Uesato
Kazumasa Uesato (japanisch 上里 一将 Uesato Kazumasa; * 13. März 1986 in der Präfektur Okinawa) ist ein japanischer Fußballspieler.

## Karriere
Uesato erlernte das Fußballspielen in der Schulmannschaft der Miyako High School. Seinen ersten Vertrag unterschrieb er 2004 bei den Consadole Sapporo (heute: Hokkaido Consadole Sapporo). Der Verein spielte in der zweithöchsten Liga des Landes, der J2 League. 2007 wurde er mit dem Verein Meister der J2 League und stieg in die J1 League auf. Am Ende der Saison 2008 stieg der Verein wieder in die J2 League ab. Für den Verein absolvierte er 157 Ligaspiele. 2011 wurde er an den Ligakonkurrenten FC Tokyo ausgeliehen. 2011 wurde er mit dem Verein Meister der J2 League. 2011 gewann er mit dem Verein den Kaiserpokal. Für den Verein absolvierte er 17 Ligaspiele. 2012 wurde er an den Ligakonkurrenten Tokushima Vortis ausgeliehen. Für den Verein absolvierte er 32 Ligaspiele. 2013 kehrte er zu Consadole Sapporo zurück. 2016 wurde er mit dem Verein Meister der J2 League. Für den Verein absolvierte er 101 Ligaspiele. 2017 wechselte er zum Ligakonkurrenten Roasso Kumamoto. Für den Verein absolvierte er 44 Ligaspiele. 2019 wechselte er zum Ligakonkurrenten FC Ryūkyū. Am Ende der Saison 2022 belegte Ryūkyū den vorletzten Tabellenplatz und musste in die dritte Liga absteigen.

## Erfolge
FC Tokyo
- Japanischer Pokalsieger: 2011